# What a Widow!
What a Widow! (bra: Que Viúva!) é um filme estadunidense de 1930, do gênero de comédia romântica, dirigido por Allan Dwan.